# John Bielenberg
John Liam Bielenberg (* 1. März 2003 in Lübeck) ist ein deutscher Profiboxer im Weltergewicht.

## Leben
Bielenberg lebt in Lübeck und wird von seinem Vater, dem ehemaligen Boxer Athar Ghazal, trainiert. Athar Ghazal selbst war 1994 internationaler Deutscher Juniorenmeister.

## Amateurkarriere
Bielenberg gewann 2017 die Silbermedaille bei der Schüler-Europameisterschaft in Vâlcea, wurde 2018 sowie 2019 Deutscher Juniorenmeister und war jeweils Achtelfinalist der Junioren-Europameisterschaft 2018 in Anapa und Viertelfinalist der Junioren-Europameisterschaft 2019 in Galați.
Als Amateur bestritt John Bielenberg 97 Kämpfe, von denen er 88 gewann.

## Profikarriere
Sein Profi-Debüt gab er am 21. Dezember 2019 im Alter von 16 Jahren. Zu diesem Zeitpunkt war er Deutschlands jüngster Profiboxer.
In seinem dritten Kampf, am 4. September 2021 in Lübeck, siegte er durch K. o. in der ersten Runde gegen Jewgenij Melzer und wurde dadurch Internationaler Deutscher Meister des BDB im Weltergewicht.
Am 18. Juni 2022 verlor er in Rostock nach Punkten gegen Michel Gonxhe.
Am 17. Dezember 2022 gewann er in Eggenstein-Leopoldshafen nach Punkten gegen Dario Borosa.
Am 11. März 2023 gewann er gegen Matija Petrinic in Lübeck nach Punkten.
Am 2. Dezember 2023 gewann er in Lübeck gegen Bela Istvan Orban durch K. o. in der zweiten Runde.